# Чагасьское сельское поселение
Чага́сьское се́льское поселе́ние (чув. Чакаҫ ял тӑрӑхӗ) — муниципальное образование в Канашском районе Чувашии Российской Федерации.
Административный центр — деревня Чагаси.

## История
Статус и границы сельского поселения установлены Законом Чувашской Республики от 24 ноября 2004 года № 37 «Об установлении границ муниципальных образований Чувашской Республики и наделении их статусом городского, сельского поселения, муниципального района и городского округа»

## Население
| 2010  | 2012  | 2013  | 2014  | 2015  | 2016  | 2017  |
| ----- | ----- | ----- | ----- | ----- | ----- | ----- |
| 2164  | ↘2137 | ↘2072 | ↘2037 | ↘2029 | ↘1982 | ↘1948 |
| 2018  | 2019  | 2020  | 2021  |       |       |       |
| ↘1928 | ↘1903 | ↘1867 | ↘1857 |       |       |       |

## Состав сельского поселения
| № | Населённый пункт | Тип населённого пункта          | Население |
| - | ---------------- | ------------------------------- | --------- |
| 1 | Верхняя Яндоба   | деревня                         | ↘533      |
| 2 | Кармамеи         | выселок                         | →138      |
| 3 | Кибечи           | выселок                         | →36       |
| 4 | Мокры            | деревня                         | ↗514      |
| 5 | Мокры            | разъезд                         | 0         |
| 6 | Новые Мамеи      | выселок                         | →188      |
| 7 | Чагаси           | деревня, административный центр | ↗756      |